# Машински елементи
Машински елементи су извршиоци елементарних функција машинских система.
Имају разне намјене и облике па су подијељени у посебне групе.

## Улога и подјела машинских елемената
Машинске елементе можемо подијелити у двије основне групе: општа група у коју спадају заковице, вијци, клинови, зупчаници, вратила, и посебна група (клипови, клипњаче, вентили, итд).
Општа група машинских елемената дијели се на:
- Елементи за спајање (клин, вијак, заковица, опруга, чивија, осовиница и други)
- Елементи за кружно кретање (вратило, осовина, спојница, лежај и други)
- Елементи за пренос снаге (зупчаник, ремен (каиш), ланац (машински елемнт), тарни (фрикциони) точак и други)
- Елементи за провођење течности и гасова (цијеви, цијевни затварачи и други)

## Елементи за спајање
То су машински елементи за чврсте, нераздвојиве везе који се остварују:
- заваривањем
- заковицама
- лемљењем
- лијепљењем / лепљењем

Машински елементи који се користе за чврсте и раздвојиве везе су:
- вијци (завртњи) и навртке
- клинови (уздужни и попречни)
- подлошке (подложне плочице)
- осигурачи навојних веза
- кључеви

Машински елементи који се користе за еластичне спојеве:
- Опруге

Машински елементи који се користе за покретне спојеве:
- Осовинице

### Заковице и спојеви заковицама
Заковани спојеви су некада били основни вид спајања металних дијелова. Данас су остали основни вид
чврстог спајања неких лаких легура (дуралуминијум), и посебно у авио-индустрији. Дијелимо
их на ситне (са пречником до 10 mm) и крупне (са пречником од 10 до 37 mm)
Према облику главе, ситне заковице могу бити:
- са полуокруглом главом
- са упуштеном главом
- са пљоснатом главом
- са трапезном главом
- са сочивастом главом

#### Врсте закованих спојева
- Према положају лимова могу бити сучеони (имају подметаче) и преклопни
- Према броју редова заковица могу бити једноредни и вишередни
- Према распореду заковица могу бити са паралелним и цик-цак распоредом
- Према броју равнина смицања заковица могу бити једносјечни и вишесјечни

### Заварени спојеви
Предности заварених спојева су:
- лакши од закованих и ливених конструкција
- дијелови се могу склапати сучеоно и угаоно
- заварене конструкције су јефтиније за израду
- смањена је бука при раду

Недостаци:
- Зависност квалитета вара (завара) од вариоца и електроде
- Појава заосталих напона и деформација
- Слабљење механичких особина материјала

### Лемљени спојеви
Спајање се врши примјеном металних везива, лемила и топитеља (боракс, борат, бромид). Спојеви треба да су оптерећени на смицање. Имају ограничену чврстоћу на повишену температуру јер долази до растапања лема.

### Лијепљени спојеви
Лијепљеним спојевима постиже се смањење површине потребне за везивање. Отпорност на влагу и хемијске спојеве је ограничена.

## Елементи за чврсте и раздвојиве везе

### Клинови
Уздужни клинови се користе за раздвојиву веза вратила са главчином зупчаника, каишника и тако даље. Постоје заобљени клинови, клинови са куком, клинови без куке, сегментни клинови, клинови са нагибом и без нагиба. Попречни клинови се користе за настављање два машинска дијела који преносе аксијална оптерећења. Материјал за клинове је челик затезне чврстоће од 600 N/mm².

### Вијци (завртњи)
Завртњи и навртке везују машинске дијелове који се ако је потребно лако могу раздвојити, а да се не оштете ни они ни завртњи. Завртњи у склопу са наврткама служе осим тога за претварање кружног у
праволинијско кретање при чему се обртни момент претвара у аксијалну силу или истезање.
Навоји могу бити унутрашњи и спољашњи. Према нагибу завојнице могу бити десни и лијеви. Према облику завојнице могу бити троугласти, правоугли, трапезни и други.

#### Завртњи и навртке
Састоје се од сљедећих дијелова: стабло завртња, дио са завојницом, глава завртња, навртка.
Означавање навоја: унутрашњи навој и спољни навој.

#### Подложне плочице
Задатак им је да повећају додирну површину између дијела главе завртња и навртке, да заштите додирне површине од хабања и да прилагоде површину налијегања нормално на осу вијка.

## Елементи за остваривање еластичних спојева

### Опруге
Опруге се под дејством сила деформишу, а након престанка дејства сила враћају се у првобитни облик.
Примјене су акумулација енергије (часовник), амортизација удара (амортизер), мјерење сила (динамометар), принудно кретање (опруге вентила), ограничење притиска (вентили сигурности).
Подјела опруга:
Постоје флексионе (просте лиснате, гибњеве, спиралне, завојне, тањирасте) и торзионе-завојне (затезне, притисне, пужасте)

## Елементи за остваривање покретних спојева

### Осовинице или сворњаци
То су машински елементи који се употребљавају на мјестима гдје треба обезбиједити зглавкасту везу за осцилаторно, односно кружно кретање (нпр. веза клипњаче и клипа). Израђују се као пуне и шупље, са и без наслона.

### Осовине
То су машински елементи за кружно кретање и служе као носачи других машинских дијелова. Напрегнуте су на савијање и никад не преносе обртне моменте. Могу бити: покретне и непокретне, пуне и шупље. Састоје се од дијелова: рукавац, и ојачани дио. Ради смањења масе и уштеде материјала осовине се производе као степенасте.
Осовине се израђују од жилавих конструкционих челика.

### Вратила
То су машински елементи за кружно кретање, при чему преносе обртне моменте-снагу. За разлику од осовине, вратила су изложена увијању и увијек се окрећу.
Вратила дијелимо на савитљива и чврста.
Савитљива могу бити зглавкаста и гипка, а чврста права (равна и степенаста) и кољенаста (проста и сложена).

### Рукавци
То су дијелови вратила и осовина који се обрћу у лежају.

### Лежајеви (лежаји)
Зависно од правца дјеловања силе, лежајеви могу бити:
- Радијални или попречни, код којих сила дјелује нормално на осу лежаја
- Аксијални или уздужни, код којих сила дјелује у правцу осе лежаја
- Комбиновани, код којих истовремено силе дјелују у правцу осе и нормално на осу лежаја

По конструкцији лежаји се дијеле на клизне и котрљајне.

### Спојнице
Спојнице су машински елементи који служе за спајање крајева два или више вратила у једну цјелину.
Према начину преношења снаге као критерију груписања, спојнице се дијеле на:
- механичке
- електромагнетне
- пнеуматске
- хидрауличке
- турбохидрауличке
- специјалне

Механичке спојнице се дијеле:
- круте (са наглавком, оклопна, колутна)
- помичне (аксијално-помичне, еластичне и зглавкасте)
- искључно-укључне (канџаста искључна, фрикциона)

Искључно-укључне спојнице је и спојница моторног возила (квачило). Њени дијелови су: радилица, вратило, замајац, помични наглавак, опруга, аксијално лежиште, облога, прстен, педала

## Елементи за пренос снаге

### Зупчасти пренос
Зупчаници су машински елементи који међусобним узастопним захватањем зубаца преносе обртно кретање и обртни момент са једног на друго вратило. Када су осе вратила међусобно паралелне, пренос се остварује цилиндричним зупчаницима. Према облику зубаца, ови зупчаници могу бити са правим, косим, и стреластим зупцима. Могу бити као спољашњи и унутрашњи цилиндрични пар.
Ако се осе вратила сијеку под неким углом, пренос се остварује коничним зупчаницима који могу бити са: правим, косим, криволинијским зупцима. 
За пренос обртног кретања између вратила чије се осе мимоилазе, употребљавају се хиперболоидни зупчати парови, и то: цилиндрични зупчаници са завојним зупцима, хипоидни зупчаници (конични зупчаници са спиралним зупцима) и пужни пар.

### Пријенос ланцима
Код већих ударних оптерећења се примјењују и ланци који се могу растављати на свакој карици, или такозвани Евартови ланци. Ланац се састоји из карика и кука. Дијелови система ланчаног преноса су: ланац, погонски точак, и погоњени точак.

### Пријенос ременом (каишем)
Према облику попречног пресјека ремена разликујемо: пљоснати ремен, клинасти (трапезни) ремен, округли ремен и друге врсте.

## Фрикциони (тарни) пренос
Распознајемо цилиндричне фрикционе парове и коничне фрикционе парове.

## Елементи за провођење течности и гасова

### Цијеви и цијевни затварачи
То су елементи који се употребљавају за провођење флуида, гасова и чврстог материјала у уситњеном облику. Облици завршетка цијеви и цијевни прикључци могу бити правоугла рачва, косоугла рачва, Т-рачва, једнострани лук, лук, кољено, и редуцир.
На конструкцији цијевних затварача разликујемо дијелове: вентил, засун, приклопац, славина.